# Thể đơn nhiễm
Thể đơn nhiễm (cũng gọi là thể một nhiễm) là một dạng lệch bội ở sinh vật lưỡng bội, trong đó bộ nhiễm sắc thể của sinh vật thiếu một nhiễm sắc thể ở cặp tương đồng. Trong các tài liệu giáo khoa phổ thông hiện nay, thể đơn nhiễm thường được gọi là thể một.
Thuật ngữ "thể đơn nhiễm" hay "thể một" nói trên tương ứng với thuật ngữ tiếng Anh là monosomy (tính từ là "monosomic"), dùng để chỉ cơ thể sinh vật mất (hay thiếu) một nhiễm sắc thể so với cơ thể bình thường.

## Kí hiệu
- Vì bình thường, sinh vật lưỡng bội có bộ nhiễm sắc thể được kí hiệu là 2n, nên thể đơn nhiễm được kí hiệu là 2n - 1.[2][4] Trong nghiên cứu di truyền học, các nhà khoa học đã nhận biết nhiều kiểu thể một.

- Nếu cơ thể chỉ mất một nhiễm sắc thể, thì gọi là thể một, kí hiệu là 2n - 1.
- Nếu cơ thể mất hai nhiễm sắc thể ở hai cặp không tương đồng, thì gọi là thể một kép, kí hiệu là 2n - 1 - 1.
- Ở thực vật, thể đơn nhiễm khá phổ biến và thường có sức sống, sinh sản tương đối bình thường; nhưng ở động vật thì lại là rối loạn di truyền nghiêm trọng, còn ở người thì gây nhiều hội chứng nguy hiểm hoặc chết trong thai rất sớm.

## Thể đơn nhiễm ở người
Loài người (Homo sapiens) có 23 cặp nhiễm sắc thể, nên về lí thuyết thì thể một có thể xảy ra ở cả 23 cặp này, nghĩa là có thể gặp 23 kiểu thể một ở người. Tuy nhiên, trong thực tế và nhất là trong lâm sàng, thường gặp ở hai trường hợp: thiếu toàn bộ một nhiễm sắc thể và thiếu phần lớn một nhiễm sắc thể.

Kiểu nhân đồ (Karyotype) của bệnh nhân Turner, thiếu 1 X.

- Thiếu một nhiễm sắc thể trọn vẹn. Trường hợp này chỉ gặp Hội chứng Turner là nhiều nhất. Đây là rối loạn di truyền ở phụ nữ chỉ có một nhiễm sắc thể X (bình thường phải là hai nhiễm sắc thể X). Công thức bộ nhiễm sắc thể của người bệnh này là 44 A + X (bình thường là 44 A + XX) hoặc "45, X". Hội chứng này còn gọi là bệnh Bonnevie-Ullrich.[5] Tần số biểu hiện hội chứng này cao nhất là 1/2000.[6]
- Thiếu một đoạn ở một nhiễm sắc thể. Trường hợp này có khá nhiều, đáng kể nhất là Hội chứng khóc như mèo kêu ("cri du chat") cũng gọi là hội chứng Lejeune. Về thực thể, bệnh nhân không thiếu hoàn toàn một nhiễm sắc thể nào, mà bị mất cánh ngắn của nhiễm sắc thể số 5, nên trong chuyên môn gọi là "thể đơn nhiễm một phần" (partial monosomy), kí hiệu là "5p monosomy".[7]